# 모하메드 카데르
모하메드 압델 카데르 쿠바자 투레(프랑스어: Mohamed Abdel-Kader Coubadja-Touré, 1979년 4월 8일 ~ )는 토고의 전직 축구 선수로 현역 시절 스트라이커로 활약했다.

## 선수 경력

### 클럽 경력
카데르는 에투알 필랑트 드 로메에서 축구 경력을 시작하였으며, 토고를 떠나 튀니지의 CA 비제르틴으로 이적하였다. 1998년 이탈리아 세리에 A의 AC 파르마로 이적하였으나, 경기에 출전하지 못하며 스위스나 이집트, 이탈리아의 클럽으로 임대를 떠나게 되었다. 2003-04 시즌에 그는 스위스 슈퍼리그의 세르베트 FC에서 35경기에 출전하여 19골을 넣어, 해외에서 활동 중인 최고의 토고 축구 선수로 선정되었다. 이후 그는 프랑스의 EA 갱강으로 이적하였으나, 2008년 여름 팀을 떠나게 되었고, 그 뒤 그는 아랍에미리트의 클럽에서 활약하였다.

### 국가대표 경력
카데르는 토고 축구 국가대표팀 소속으로 1998년 아프리카 네이션스컵에 참가하였고, 가나와의 경기에서 결승골을 기록하여 아프리카 네이션스컵에서의 팀의 사상 최초의 승리에 크게 기여하였다. 이후 그는 2000년 아프리카 네이션스컵, 2002년 아프리카 네이션스컵, 2006년 아프리카 네이션스컵에 참가하였으며, 자신들의 첫 FIFA 월드컵인 2006년 FIFA 월드컵에 진출하는 것을 도왔다. 그는 2006년 6월 13일 FIFA 월드컵 본선 첫 경기인 대한민국과의 경기에서 골을 기록하였으며, 그의 골은 토고 국가대표팀이 2006년 FIFA 월드컵 본선에서 넣은 유일한 골이 되었다.

## 경력
- 1998년 아프리카 네이션스컵 국가대표
- 2000년 아프리카 네이션스컵 국가대표
- 2002년 아프리카 네이션스컵 국가대표
- 2006년 아프리카 네이션스컵 국가대표
- 2006년 FIFA 월드컵 국가대표